# Winzerhaus Obere Bergstraße 63 (Radebeul)
Das Winzerhaus Obere Bergstraße 63 ist ein Winzerhaus in der Lößnitz, es steht im Stadtteil Niederlößnitz der sächsischen Stadt Radebeul nicht weit entfernt von der ehemaligen Sektkellerei Bussard.

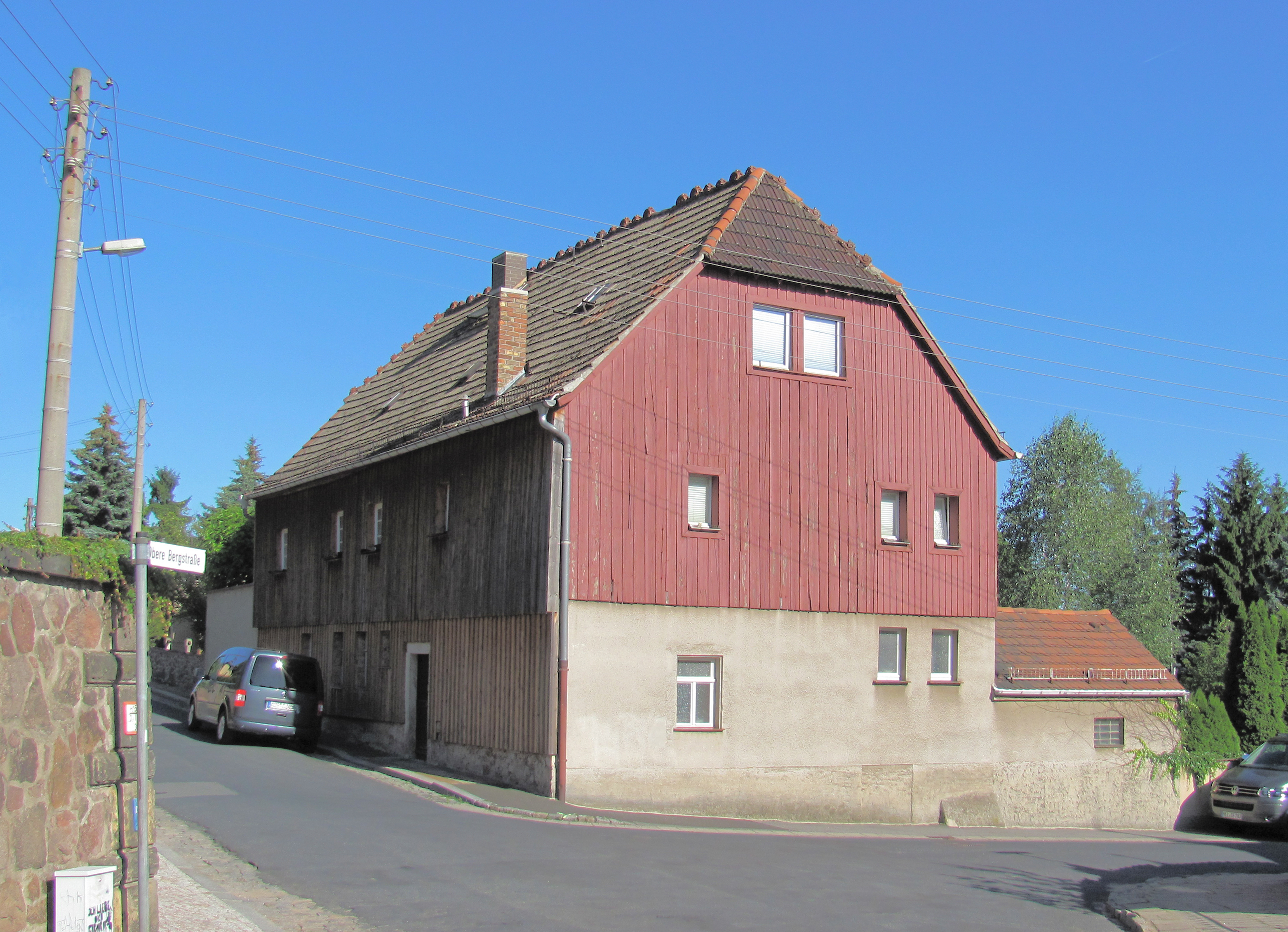
Winzerhaus Obere Bergstraße 63, Blick nach Osten, rechts die Kellereistraße

Hohenzollernstraße 1914, Blick nach Westen: Links das Winzerhaus Obere Bergstraße 63, dahinter Kellereistraße 8, Mitte: Sektkellerei Bussard, auf der Hangspitze: Meyerburg

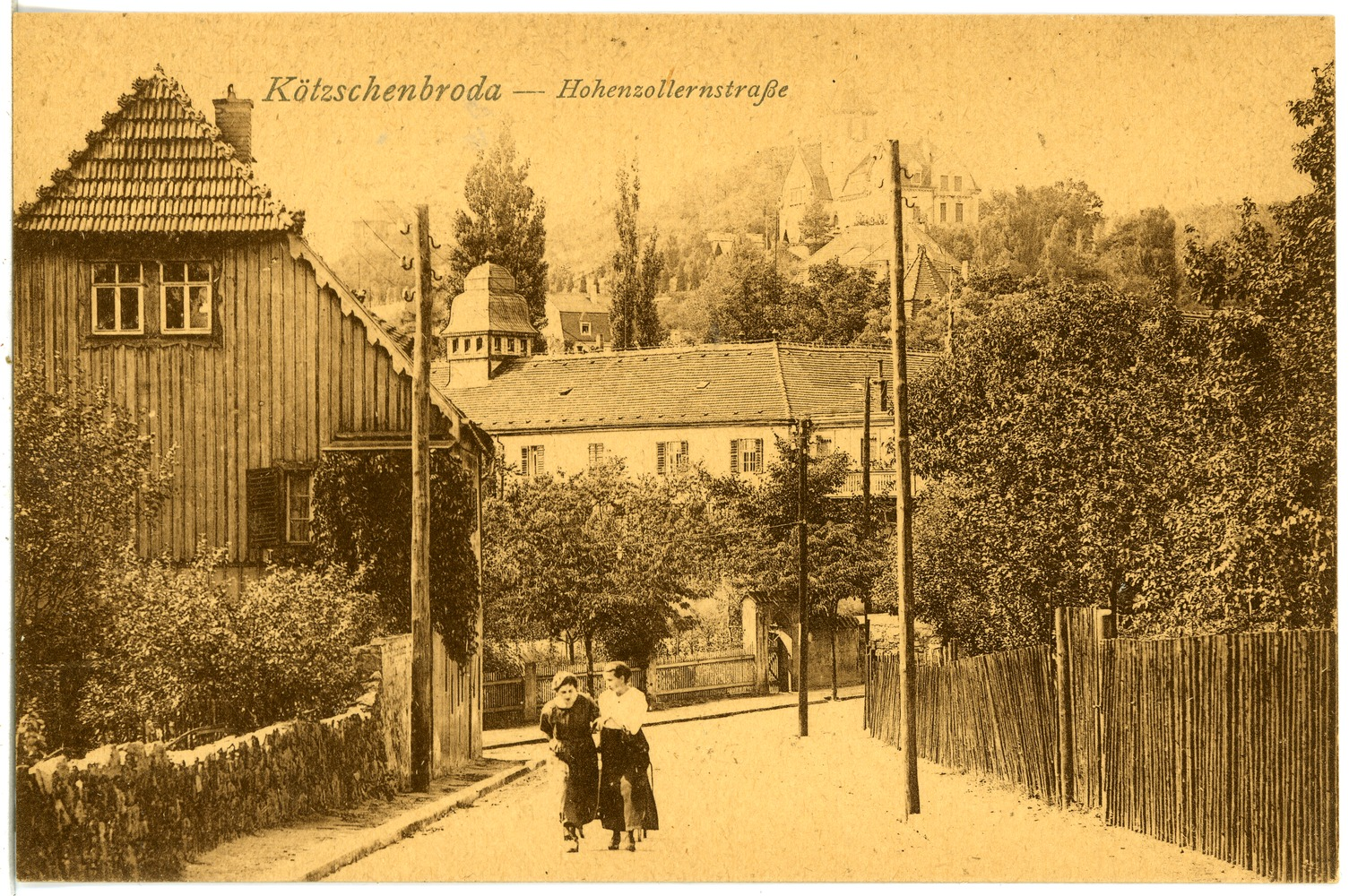
Details am Winzerhaus, 1922

## Beschreibung
Das unter Denkmalschutz stehende Gebäude stammt aus der Zeit zwischen Mitte und Ende des 18. Jahrhunderts. Es liegt auf einem Eckgrundstück zur Kellereistraße, die Außenmauern direkt auf der Grundstücksgrenze zum Bürgersteig.
Das traufständig zur Oberen Bergstraße ausgerichtete, zweigeschossige Haus hat ein massives Erdgeschoss, während das aus Fachwerk erstellte Obergeschoss verbrettert ist. Obenauf sitzt ein ziegelgedecktes Krüppelwalmdach. Zur Kellereistraße steht rechtwinklig ein eingeschossiger Anbau mit einem Satteldach.

## Geschichte
Laut Adressbuch von 1901 war das Wohnhaus im Eigentum des Kammermusikus a. D. J. Wilhelm Beck, der dort im Obergeschoss wohnte.